# Mike Neel
Michael Eugene „Mike“ Neel (* 18. Juli 1951 in Berkeley) ist ein ehemaliger US-amerikanischer Radsportler. Er war der erste Profi-Rennfahrer seines Landes, der an UCI-Straßen-Weltmeisterschaften teilnahm.

## Sportliche Laufbahn
1971 sowie 1973 wurde Mike Neel US-amerikanischer Meister in der Einerverfolgung. 1972 war er der erste US-amerikanische Rennfahrer, der beim britischen Milk Race startete, die er allerdings nicht beendete., 1974 gewann er die Tour of the Sierras und 1975 den Milwaukee Classic. Er gals als Hippie, der zu viel Gewicht auf die Waage brachte. Im Winter 1972/73 startete er gemeinsam mit Roger Young in Europa bei Amateur-Sechstagerennen.
1976 startete Neel bei den Olympischen Spielen in Montreal im olympischen Straßenrennen, musste aber das Rennen nach einem Sturz aufgeben. Sofort anschließend wurde er Profi, startete als solcher im selben Jahr bei den Straßen-Weltmeisterschaften im italienischen Ostuni und belegte überraschend den hervorragenden zehnten Platz. Er war damit der erste US-amerikanische Profi-Radrennfahrer, der an Weltmeisterschaften teilnahm. Nach einer Saison bei europäischen Rennen beendete er seine aktive Radsportkarriere Ende 1977.

## Berufliches und Privates
Anschließend arbeitete Neel als Trainer und Manager von Radrennfahrern und -teams. Von 1978 bis 1979 managte er das US-Nationalteam der Straßenfahrer. In den folgenden Jahren war er zeitweise ohne Arbeit, und seine Ehe zerbrach. Ab 1985 betreute er das Team 7-Eleven mit dem Radsportler Andrew Hampsten, der 1988 den Giro d’Italia gewann. 2016 schrieb der ehemalige Radsportler Davis Phinney über Neel: „Mike was a genius at understanding how to pull a team together and get the most out of every rider. He was savvy and tactically prescient - knowing what was coming on the road before anyone else did (in the era before internet, cell phones, team radios, et al, that ability was crucial).“ („Mike war ein Genie darin, ein Team zusammenzuhalten und das Meiste aus jedem Fahrer herauszuholen. Er war schlau und taktisch vorausschauend – er wusste vor jedem anderen, was auf der Straße passieren würde (in einer Ära vor Internet, Handy, Teamfunk und allem anderen, diese Fähigkeit war entscheidend).“)
1989 hatte Mike Neel in Europa einen schweren Verkehrsunfall, lag im Koma und konnte anschließend die Anforderungen an einen Radsporttrainer in einem Profiteam nicht mehr erfüllen. In den 1990er Jahren trainierte er das SpagoTeam, dessen Sponsor nach kurzer Zeit die Gehälter nicht mehr zahlen konnte, und anschließend das Timex-Saeco-Frauenteam. Heute (2016) wohnt Neel in Siskiyou County, lebt von Gelegenheitsarbeiten und bietet Radsport-Trainingscamps an.

## Ehrungen
Im Jahre 2000 wurde Mike Neel in die United States Bicycling Hall of Fame aufgenommen.

## Erfolge – Bahn
1971
- US-amerikanischer Meister – Einerverfolgung

1973
- US-amerikanischer Meister – Einerverfolgung, Scratch (10 Meilen)

## Teams
- 1976–1977 Magniflex-Torpado